# Ніамей
Ніаме́й (фр. Niamey, фр. вимова: [njamɛ], Ньяме) — столиця та найбільше місто Нігеру, адміністративний центр департаменту Ніамей. 

## Географія
Ніамей розташований на обох берегах річки Нігер, міська територія займає 239 км². У міських межах на річці також є кілька островів.

## Клімат
Ніамей знаходиться на півдні Сахелю, і має типовий для нього клімат, який є перехідним між субекваторіальним і тропічним пустельним. 
Клімат дуже спекотний, так, середня температура варіює від 24 °C в січні до 34 °C в травні, а середньорічна температура складає 29 °C. 
Ніамей має виражений нетривалий сезон дощів, який триває з травня по вересень з максимумом у липні-серпні. Всі опади випадають у вологий сезон. 
У сухий сезон опадів не буває зовсім.
| Клімат Ніамею (1961–1990, екстремуми: 1961–2015)                                                             | Клімат Ніамею (1961–1990, екстремуми: 1961–2015) | Клімат Ніамею (1961–1990, екстремуми: 1961–2015) | Клімат Ніамею (1961–1990, екстремуми: 1961–2015) | Клімат Ніамею (1961–1990, екстремуми: 1961–2015) | Клімат Ніамею (1961–1990, екстремуми: 1961–2015) | Клімат Ніамею (1961–1990, екстремуми: 1961–2015) | Клімат Ніамею (1961–1990, екстремуми: 1961–2015) | Клімат Ніамею (1961–1990, екстремуми: 1961–2015) | Клімат Ніамею (1961–1990, екстремуми: 1961–2015) | Клімат Ніамею (1961–1990, екстремуми: 1961–2015) | Клімат Ніамею (1961–1990, екстремуми: 1961–2015) | Клімат Ніамею (1961–1990, екстремуми: 1961–2015) | Клімат Ніамею (1961–1990, екстремуми: 1961–2015) |
| Показник | Січ.                                             | Лют.                                             | Бер.                                             | Квіт.                                            | Трав.                                            | Черв.                                            | Лип.                                             | Серп.                                            | Вер.                                             | Жовт.                                            | Лист.                                            | Груд.                                            | Рік                                              |
| Абсолютний максимум, °C                                                                                      | 38,2                                             | 44,0                                             | 45,0                                             | 45,6                                             | 45,1                                             | 43,5                                             | 41,0                                             | 39,6                                             | 41,8                                             | 41,2                                             | 40,7                                             | 40,0                                             | 45,6                                             |
| Середній максимум, °C                                                                                        | 32,5                                             | 35,7                                             | 39,1                                             | 40,9                                             | 40,2                                             | 37,2                                             | 34,0                                             | 33,0                                             | 34,4                                             | 37,8                                             | 36,2                                             | 33,3                                             | 36,2                                             |
| Середня температура, °C                                                                                      | 24,3                                             | 27,3                                             | 30,9                                             | 33,8                                             | 34,0                                             | 31,5                                             | 29,0                                             | 27,9                                             | 29,0                                             | 30,8                                             | 27,9                                             | 25,0                                             | 29,3                                             |
| Середній мінімум, °C                                                                                         | 16,1                                             | 19,0                                             | 22,9                                             | 26,5                                             | 27,7                                             | 25,7                                             | 24,1                                             | 23,2                                             | 23,6                                             | 24,2                                             | 19,5                                             | 16,7                                             | 22,4                                             |
| Абсолютний мінімум, °C                                                                                       | 12,6                                             | 14,3                                             | 18,0                                             | 21,6                                             | 22,6                                             | 20,5                                             | 20,0                                             | 20,2                                             | 20,3                                             | 15,8                                             | 13,0                                             | 12,6                                             | 12,6                                             |
| Середня кількість сонячних годин на місяць                                                                   | 280                                              | 264                                              | 264                                              | 251                                              | 257                                              | 251                                              | 238                                              | 203                                              | 228                                              | 285                                              | 285                                              | 276                                              | 3082                                             |
| Норма опадів, мм                                                                                             | 0.0                                              | 0.0                                              | 3.9                                              | 5.7                                              | 34.7                                             | 68.8                                             | 154.3                                            | 170.8                                            | 92.2                                             | 9.7                                              | 0.7                                              | 0.0                                              | 540.8                                            |
| Днів з опадами                                                                                               | 0,0                                              | 0,0                                              | 0,2                                              | 0,8                                              | 2,9                                              | 5,9                                              | 9,9                                              | 12,2                                             | 7,4                                              | 1,6                                              | 0,1                                              | 0,0                                              | 41,0                                             |
| Вологість повітря, %                                                                                         | 22                                               | 17                                               | 18                                               | 27                                               | 42                                               | 55                                               | 67                                               | 74                                               | 73                                               | 53                                               | 34                                               | 27                                               | 42.4                                             |
| --- | ------------------------------------------------ | ------------------------------------------------ | ------------------------------------------------ | ------------------------------------------------ | ------------------------------------------------ | ------------------------------------------------ | ------------------------------------------------ | ------------------------------------------------ | ------------------------------------------------ | ------------------------------------------------ | ------------------------------------------------ | ------------------------------------------------ | ------------------------------------------------ |
| Джерело: Klimatafel von Niamey (Aéro) / Deutscher Wetterdienst Danish Meteorological Institute (WEB Archive) |                                                  |                                                  |                                                  |                                                  |                                                  |                                                  |                                                  |                                                  |                                                  |                                                  |                                                  |                                                  |                                                  |

## Історія
У кінці ХІХ ст. на місці сучасного Ніамея існували невелике село в кілька сотень мешканців. Французькі колонізатори, які почали в той період захоплення Нігеру, заснували в 1892 р в цьому селі свій опорний військовий пункт. Виключно сприятливе розташування Ніамея на перехрестях торгових шляхів сприяло його зростанню.
У 1926–1960 адміністративний центр французького володіння Нігер, з 1960 — столиця Нігеру.

## Населення
| Рік  | Населення (оцінка) |
| ---- | ------------------ |
| 1901 | 600                |
| 1930 | 3,000              |
| 1960 | 30,000             |
| 1980 | 250,000            |
| 2005 | 750,000            |
| 2012 | 1,026,848          |
| 2020 | 1,324,700          |

Для Ніамея, як і для інших великих африканських міст характерне швидке зростання населення протягом усієї другої половини XX століття. Більше 90 % населення міста — мусульмани. 
Найбільші етнічні групи міста: сонгаї та джерма, які разом складають 51,1 % від загальної чисельності населення; за ними слідує народ гауса (34,4 %).

## Економіка
Транспортний вузол. Міжнародний аеропорт. Текстильна фабрика; харчовосмакова промисловість (бійня, борошномельний завод). Легка промисловість. Торговий центр сільськогосподарського району. Ремесла (виробляє шкір, виготовлення виробів з срібла, золота). Поблизу Ніамея — ТЕС. Університет. Національний музей.

## Галерея

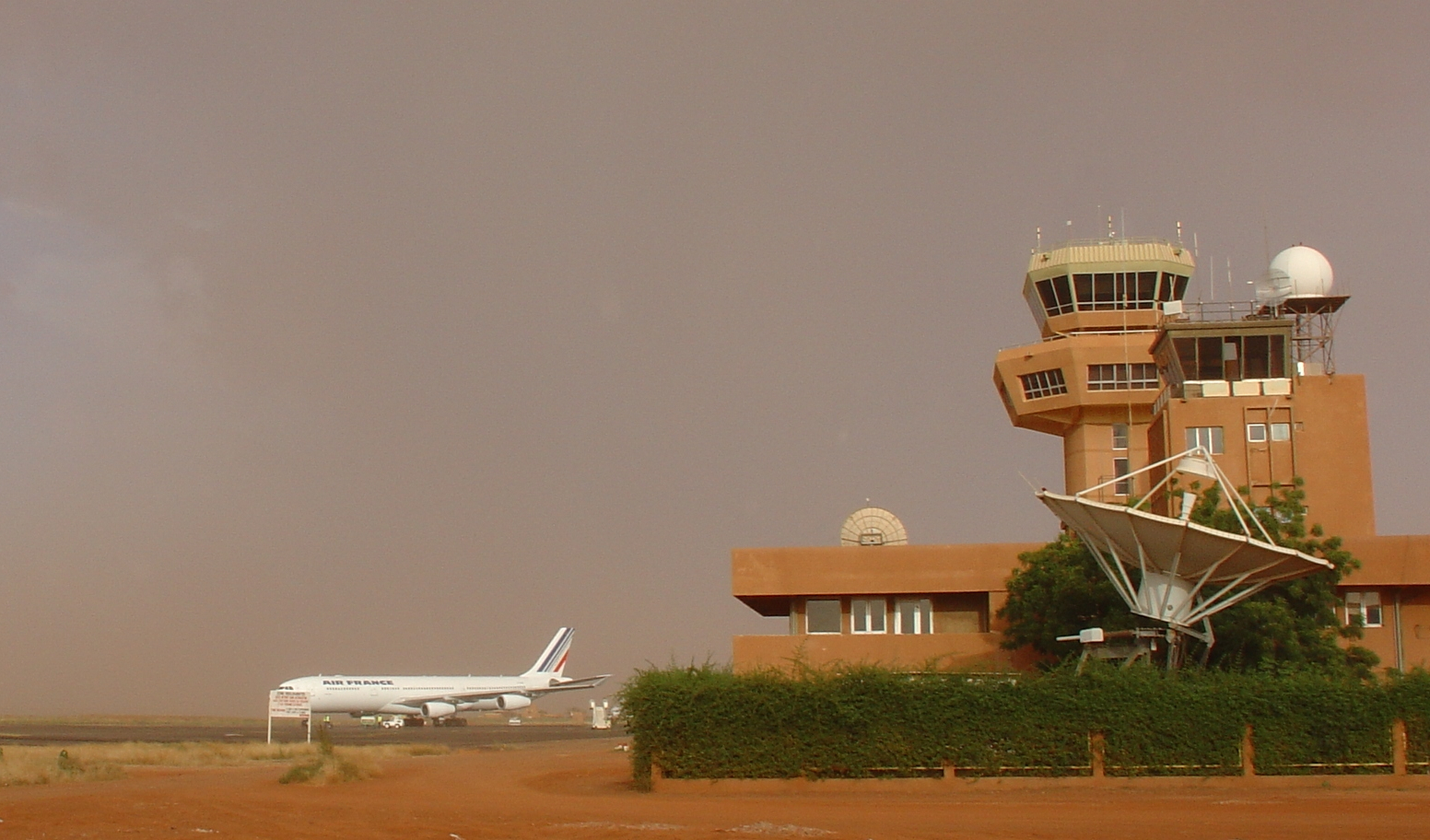
Міжнародний аеропорт
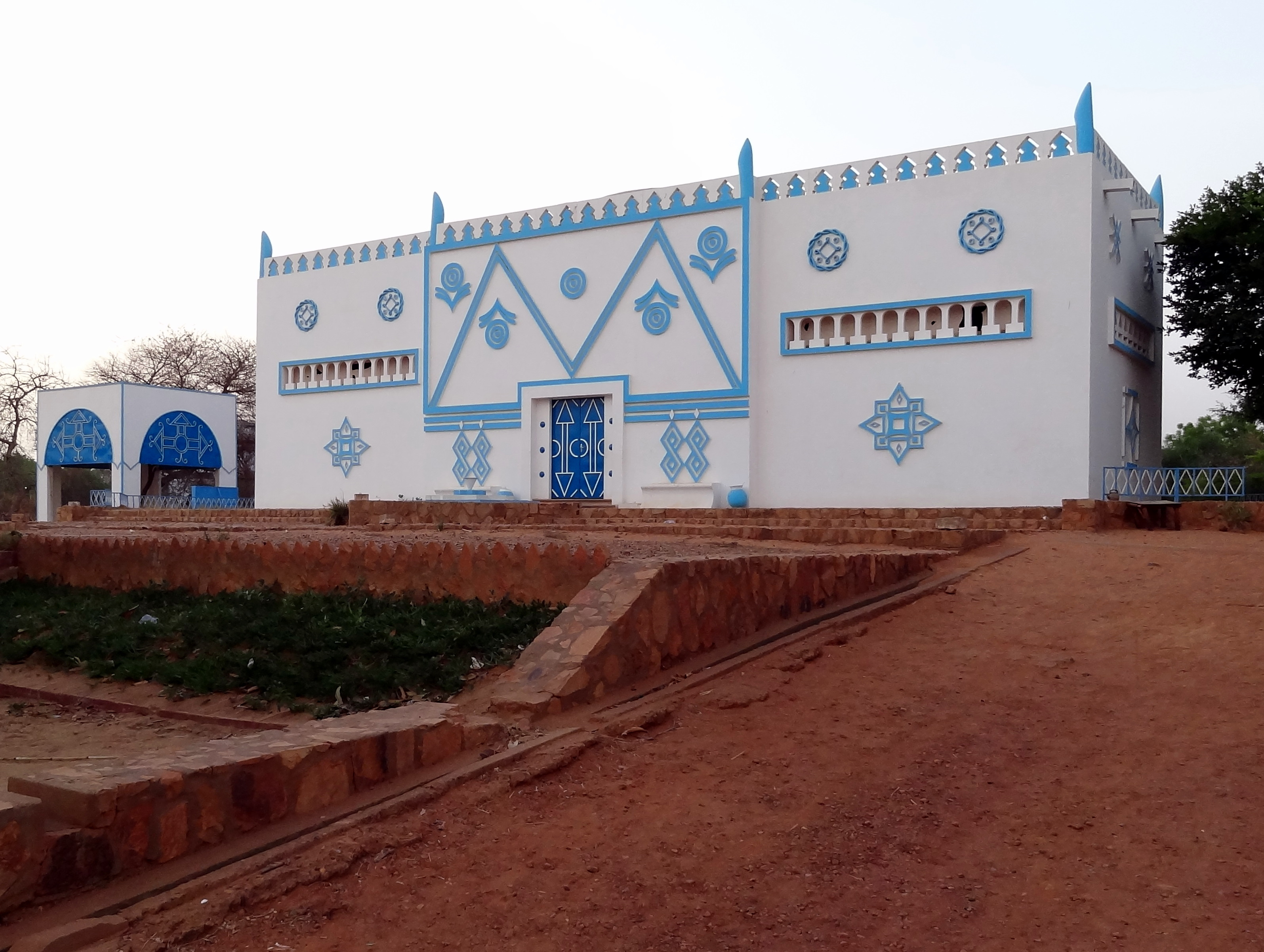
Національний музей
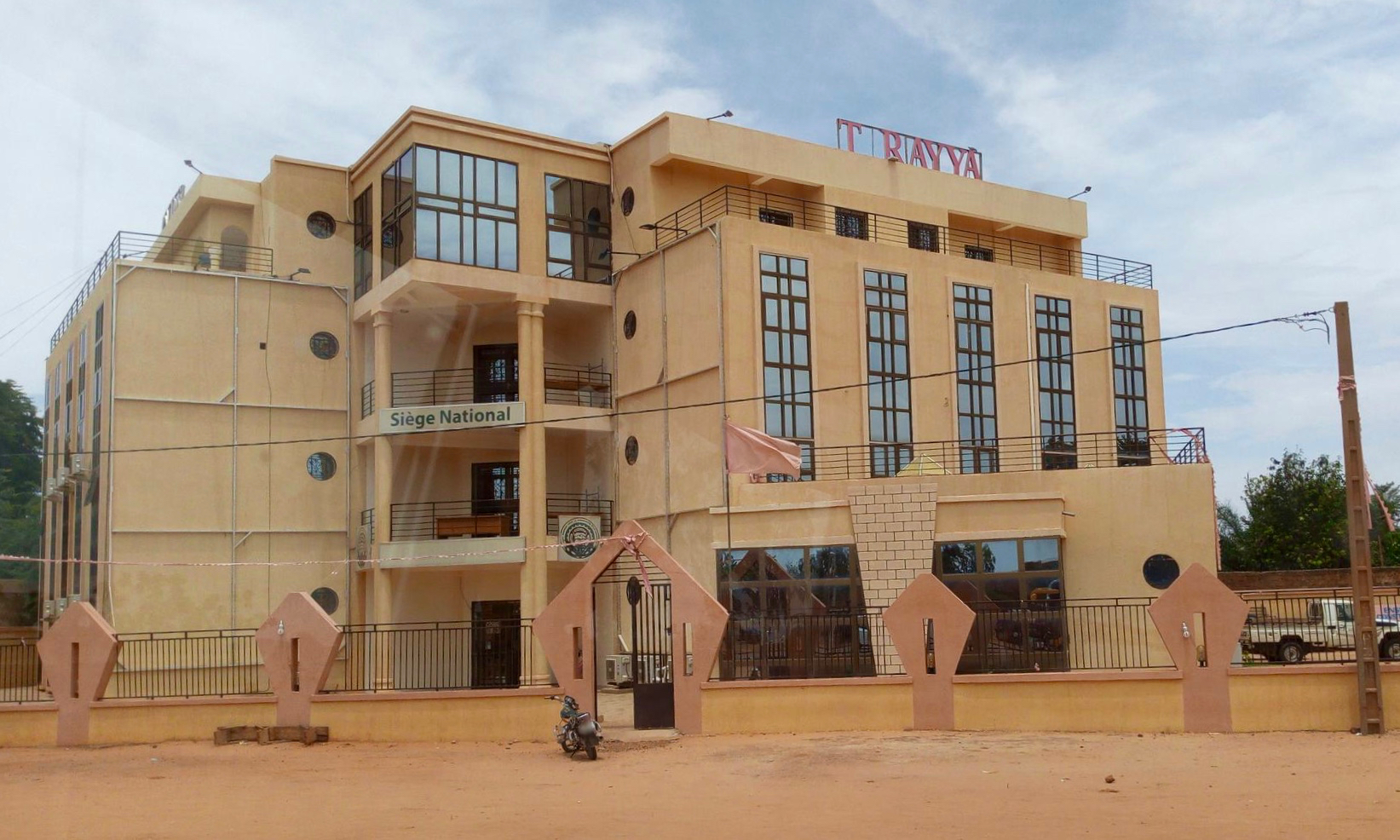
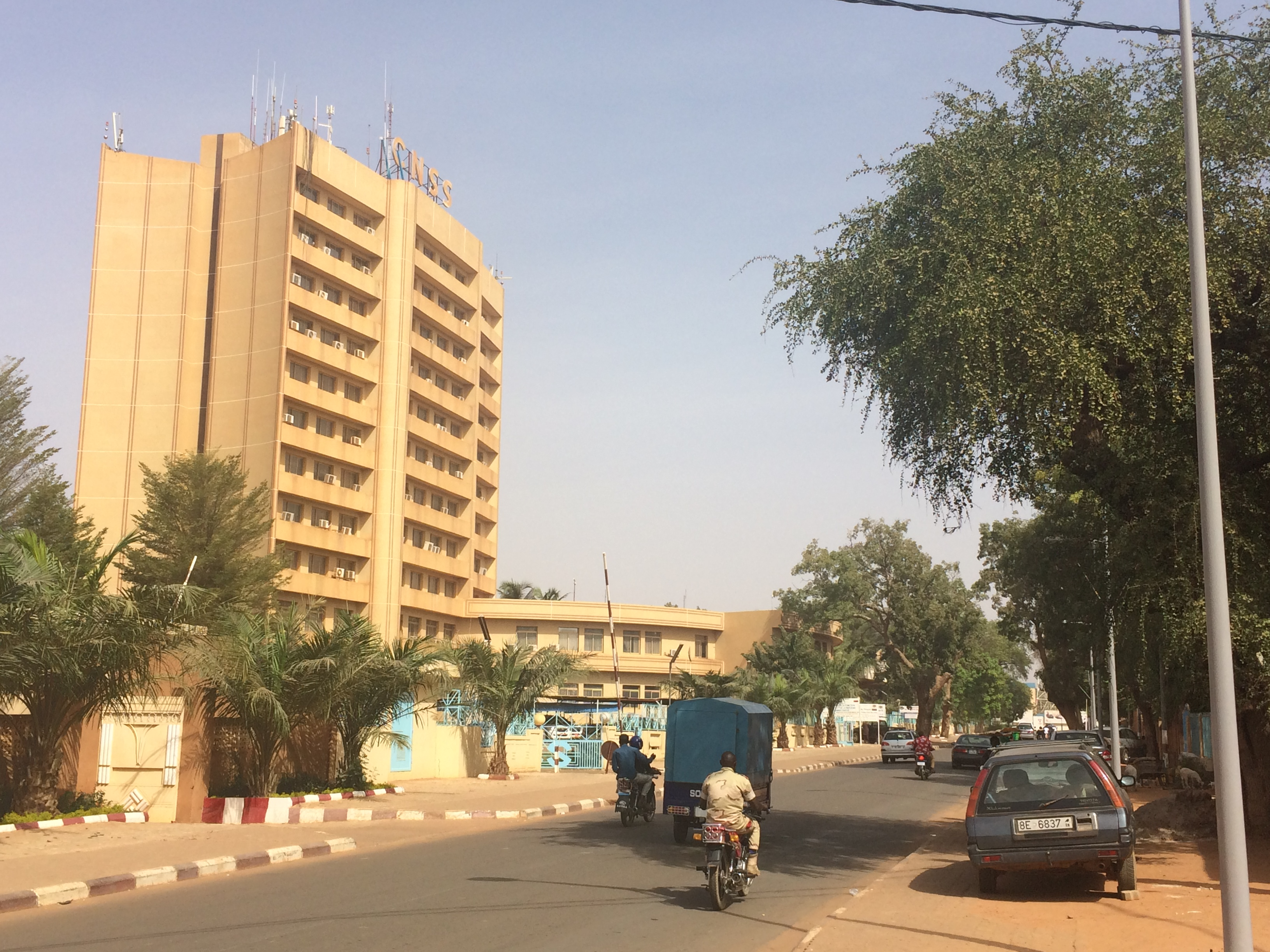